# Afo Dodoo
Afo Dodoo (23 novembre 1973) è un ex calciatore ghanese, di ruolo difensore.

## Carriera

### Club
Dodoo cominciò la carriera in patria, con la maglia dello Obuasi Goldfields, prima di trasferirsi ai greci del Kalamata. Nel 1999 si accordò con i norvegesi del Tromsø, con cui non scese mai in campo in campionato. Nel 2000 passò agli svedesi dell'Enköping, per poi giocare dall'anno successivo al Landskrona BoIS.

### Nazionale
Dodoo conta 23 presenze per il Ghana.